# Karen Christensen
Karen Christensen var en dansk skuespillerinde der medvirkede i et mindre antal stumfilm.

## Filmografi
- 1914 – Detektivens Barnepige (instruktør Hjalmar Davidsen)
- 1914 – Helvedesmaskinen (instruktør Robert Dinesen)
- 1914 – Fædrenes Synd (instruktør August Blom)
- 1914 – Ægteskab og Pigesjov (instruktør August Blom)
- 1914 – De kære Nevøer (instruktør Alfred Cohn)
- 1914 – Min Ven Levy (instruktør Holger-Madsen)
- 1914 – Tøffelhelten (instruktør Robert Dinesen)
- 1914 – De Ægtemænd! (instruktør A.W. Sandberg)
- 1915 – Trold kan tæmmes (instruktør Holger-Madsen)
- 1915 – Godsforvalteren (instruktør Hjalmar Davidsen)
- 1915 – I Stjernerne staar det skrevet (instruktør Hjalmar Davidsen)